# 조 심프슨 (야구 선수)
조 앨런 심프슨(Joe Allen Simpson, 1951년 12월 31일 ~ )은 미국의 전 프로 야구 선수로, 메이저 리그 베이스볼(MLB)에서 외야수로 뛰었다. 9시즌 동안 로스앤젤레스 다저스, 시애틀 매리너스, 캔자스시티 로열스 등지에서 뛰었다.